# Диброва (Хмельницкая область)
Диброва (укр. Діброва) — село в Каменец-Подольском районе Хмельницкой области Украины.
Население по переписи 2001 года составляло 121 человек. Почтовый индекс — 31640. Телефонный код — 3859. Занимает площадь 0,254 км². Код КОАТУУ — 6825287403.

## Местный совет
31600, Хмельницкая обл., Каменец-Подольский р-н, пгт Чемеровцы, ул. Центральная, 40.